# Olavius isomerus
Olavius isomerus är en ringmaskart som beskrevs av Erséus och Bergfeldt 2007. Olavius isomerus ingår i släktet Olavius och familjen glattmaskar. Inga underarter finns listade i Catalogue of Life.